# Вестхукський діалект
Вестхукський діалект (нід. Westhoeks) — це субдіалект голландського діалекту нідерландської мови, на якому говорять з давніх часів у провінції Північний Брабант, на південь від Голландс-Діп між Волкераком і Мурдейком, на території, яка раніше належала Голландії. У цьому регіоні знаходяться місто Віллемстад, міста Фейнарт, Клюндерт та Дінтелорд, а також кілька менших сіл і околиць. Вестхукський відрізняється від інших основних голландських діалектів сильнішим впливом брабантського, що означає, що він займає перехідне положення між південноголландським і західнобрабантським діалектами.